# ISSAY
ISSAY（イッセイ、本名：藤崎一成、1962年7月6日 - 2023年8月5日）は、日本の歌手、作詞家、俳優、パントマイミスト。静岡県出身。

## プロフィール
1962年7月6日、長男として生まれる。
高校在学中、谷川俊太郎の詩集を読み、詞を書き始める。友人からレコードを借りたデヴィッド・ボウイをはじめに、ルー・リード、ドアーズ、セックス・ピストルズなどを聴き、T・レックスを聴いたのをきっかけに音楽の道を志す。大学進学とともに上京。ミュージシャンとして、ソロ活動をはじめ、DER ZIBETを中心に多数のバンドやユニットに参加する。音楽活動と並行して、映画やテレビドラマにも出演。また、1983年よりパントマイミスト望月章に師事し、望月の公演活動にも参加。
2023年8月5日、不慮の事故により急逝。61歳没。翌2024年、死去の半年後に当たる2月5日に追悼・献花の会が執り行われ、また誕生日である7月6日には『ISSAY gave life to FLOWERS - a tribute to Der Zibet -』と題され60名を越えるアーティストによる追悼盤となるDER ZIBETのトリビュートアルバムがリリースされた。

## キャリア

### ミュージシャンとして
19歳の頃、初めてのバンドISSAY and SUICIDESを結成、その後ソロ名義で活動。
1985年、DER ZIBETとしてシングル『待つ歌』でデビュー。
1991年、TATSUYAと、打ち込みによるユニット・HAMLET MACHINEを結成。
1994年、初のソロ・アルバム『FLOWERS』を発表。
1998年、広瀬さとしらとΦ（）を結成し、ミニ・アルバム『PhI』を発表。2000年、Φ解散。
2003年、元SHI-SHONENの福原まりとともにネオ・キャバレー・ミュージックをコンセプトにしたISSAY meets DOLLYを結成。
2004年、X JAPANのHEATHらとLynxを結成。2007年、Lynx解散。
2013年、土屋昌巳率いるKA.F.KAに参加。

### 俳優として
1985年、手塚眞監督作品『星くず兄弟の伝説』で映画デビュー。この時、プロデューサーであった近田春夫に見初められ、DER ZIBETデビューへと繋がる。
映画
- 星くず兄弟の伝説（1985年6月15日公開、シネセゾン、監督：手塚眞） - 虹カヲル 役
- 星くず兄弟の新たな伝説（2018年1月20日公開、マジックアワー、監督：手塚眞） - チェザーレ伊東 役
- ばるぼら（2020年11月20日公開、イオンエンターテイメント、監督：手塚眞） - 紫藤一成 役

オリジナルビデオ
- ダンディーとわたし（1991年2月1日、日本ビデオ映画、監督：神代雅喜） - 片岡平助 役

ミュージカル
- ダンスはうまく踊れない（1988年12月2日 - 17日、東京グローブ座）

テレビドラマ
- あいつがトラブル 第2話（1989年12月9日、フジテレビ） - ペンギン 役

### パントマイミストとして
望月章に師事し、1983年より舞台を踏む。
1983年
- メフィスト'83
- 月に憑かれたピエロ ※再演分。1986年、1992年、2006年に再演

1984年
- 稚児草子 ※1988年、1996年に再演

1985年
- MIRAGE -幼子たちの古えの声-

1986年
- 夜のオペラ ※1989年に再演

1987年
- 夏天空の伝説 -タオルミナへ-

1990年
- TALES OF HOFFMAN -ホフマン物語- ※1993年に再演

1993年
- Jean et Jean -ただ一度の- ※1994年に再演

1994年
- JOSEPHS LEGENDE -ヨゼフの伝説-

1995年
- NOTRE-DEME DE PARIS

1996年
- ドリアン・グレイの肖像

1997年
- Love Songs -思い出はほろ苦く-

1998年
- エディプ -答えのない質問-

1999年
- 草迷宮
- MANHATTAN RHAPSODY -New York-

2005年
- 最後の晩餐

2006年
- ロルカの末裔

2007年
- "BERLIN" ベルリン

## ディスコグラフィ
アルバム・シングルいずれもカバー作品

### アルバム
| 発売日        | タイトル | 規格 | 規格品番 | 発売元      | 収録曲 |
| ------------- | -------- | ---- | -------- | ----------- | --- |
| 1994年9月21日 | FLOWERS  | CD   | BVCR-678 | BMGビクター | 1. あかずの踏切り 2. いとしのマックス 3. 夜と朝のあいだに 4. 悲しくてやりきれない 5. 恋のハレルヤ 6. 時には母のない子の様に 7. 朝までまてない 8. 時の過ぎゆくままに 9. 宵待草 10. 花が咲いて 11. シーサイドバウンド |

### シングル
| 発売日        | タイトル         | 規格       | 規格品番  | 発売元      | 収録曲 |
| ------------- | ---------------- | ---------- | --------- | ----------- | --- |
| 1994年8月24日 | あかずの踏切り   | 8センチCD  | BVDR-278  | BMGビクター | 1. あかずの踏切り 2. FLOWERS 3. あかずの踏切り（SONGLESS VERSION）                                                                                        |
| 1995年2月22日 | いとしのマックス | 12センチCD | BVCR-8804 | BMGビクター | 1. いとしのマックス Extended Version 2. いとしのマックス Distorted Tokyo Version 3. いとしのマックス New York Version 4. いとしのマックス Plugged Version |

### 参加作品
オムニバス / サウンドトラック
| 発売日        | 収録アルバム                                                                | 楽曲タイトル                                                | 規格        | 規格品番   | 発売元                         |
| ------------- | --------------------------------------------------------------------------- | ----------------------------------------------------------- | ----------- | ---------- | ------------------------------ |
| 1985年6月5日  | 「星くず兄弟の伝説」オリジナル・サウンド・トラック                          | ピースマーク・ベイビー （「虹カヲル」名義）                 | LP          | SM28-5417  | SMSレコード                    |
| 2018年1月10日 | 『星くず兄弟の伝説』/『星くず兄弟の新たな伝説』オリジナル・サウンドトラック | ピースマーク・ベイビー （「虹カヲル」名義）                 | CD（2枚組） | DDCZ-2186  | NEONTETRA / SPACE SHOWER MUSIC |
| 1996年9月4日  | LIFE IN TOKYO〜a tribute to JAPAN                                           | FALL IN LOVE WITH ME （森岡賢とによる「SUICIDE」名義）      | CD          | BVCR-764   | BMGビクター                    |
| 1997年1月22日 | This is Love〜江戸屋百歌撰1997 丑/USHI〜                                    | DANCE FOR YOU 〜悪夢をください〜 （ちわきまゆみとのコラボ） | CD          | EDCR-30009 | 江戸屋レコード                 |

その他
- BUCK-TICK『Six/Nine』（1995年5月15日、ビクターエンタテインメント）
  - 「愛しのロック・スター」 - ゲストボーカル
- 土屋昌巳『Swan Dive』（2013年11月6日、Mazzy Bunny Records）
  - 「Last Shadow」・「ワラキアの月 〜Moon of Wallachia〜」・「幻想の君 〜Illusion of you〜」 - ボーカル、作詞